# Kościół Zwiastowania Najświętszej Maryi Panny w Hrudzie
Kościół Zwiastowania Najświętszej Maryi Panny – rzymskokatolicki kościół parafialny w Hrudzie, wzniesiony jako cerkiew prawosławna w 1875 na miejscu cerkwi unickiej z XVII w., od 1919 kościół rzymskokatolicki.

## Historia
W Hrudzie znajdowała się od 1666 parafia unicka, której fundatorem był Michał Kazimierz Radziwiłł. Cerkiew w miejscowości nosiła wówczas wezwanie Ofiarowania Najświętszej Panny Marii. W 1875, wskutek likwidacji unickiej diecezji chełmskiej, placówka duszpasterska została włączona do Rosyjskiego Kościoła Prawosławnego. Narzucenie zmiany wyznania spotkało się z oporem miejscowej ludności, przez co mieszkańcy Hrudu zostali poddani represjom (przymusowy kwaterunek wojska we wsi, kontrybucje, aresztowania, zmuszanie do bezsensownych prac, w kilku przypadkach zsyłka na Syberię). Po przejęciu parafii przez Kościół prawosławny w 1875 dotychczasową świątynię rozebrano, a w jej miejscu zbudowano obecną z funduszy państwowych. Cerkiew hrudzka pozostawała świątynią prawosławną do 1919, gdy została zrewindykowana na rzecz Kościoła rzymskokatolickiego. Budynek przebudowano, by dostosować go do liturgii w obrządku łacińskim. Następnie w latach 1928 i 1934 był remontowany, a w 1934 także powiększony. W 1977 zmieniono zwieńczenie wieży i sygnaturki. Kolejne renowacje kościoła miały miejsce w latach 1970 i 1980.
Z kościołem sąsiaduje ceglana dzwonnica oraz budynek plebanii zbudowany w 1930.

## Architektura
Budynek kościoła wzniesiony jest z drewna, w konstrukcji wieńcowej, na podmurówce kamiennej. Obiekt jest orientowany, jego pomieszczenie ołtarzowe położone jest od strony wschodniej. Budowla zachowuje natomiast typowy dla cerkwi podział na nawę, przedsionek i prezbiterium. Wszystkie te części obiektu są wzniesione na planie prostokąta, nad przedsionkiem położona jest wieża na planie kwadratu. Od strony zachodniej we wnętrzu znajduje się chór muzyczny. Nad nawą położony jest dach czterospadowy, nad prezbiterium i przedsionkiem - dachy dwuspadowe, wieżę natomiast nakryto dachem hełmowym zwieńczonym krzyżem.
Ołtarze we wnętrzu kościoła być może skonstruowano po 1919 z elementów cerkiewnego ikonostasu. W głównym ołtarzu znajdują się gipsowe rzeźby Serca Jezusa oraz Piotra i Pawła zasuwane obrazem Zwiastowania dodanym do kompozycji w 1948. W lewym ołtarzu znajduje się obraz św. Teresy od Dzieciątka Jezus, w prawym - silnie przemalowany obraz Ukrzyżowania z pocz. XX wieku. Elementem ikonostasu mógł być pierwotnie także obraz Ostatniej Wieczerzy z końca XIX w. Na wyposażeniu kościoła pozostaje także wykonana na przełomie XIX i XX wieku monstrancja, neobarokowa chrzcielnica z tego samego okresu i zespół naczyń liturgicznych powstałych w II poł. w. XIX lub w I poł. kolejnego stulecia. Z początku XX wieku pochodzą również dwa krzyże - ołtarzowy i procesyjny.